# Oliver Heaviside
Oliver Heaviside, född 18 maj 1850, död 3 februari 1925 var en autodidakt brittisk fysiker, matematiker och elektroingenjör som utvecklade tekniker för användandet av Laplacetransformen vid lösandet av differentialekvationer samt därmed användningen av komplexa tal vid beräkningar på elektriska kretsar, omformulerade Maxwells ekvationer på vektorform samt var med och grundlade vektoranalysen.
Heaviside var den förste mottagaren av Faraday-medaljen 1922.

## Upptäckter
- Formulerade om Maxwells ekvationer så att de fick den vektorform som används idag.
- Skapade Heavisidefunktionen, som han använde för att modellera strömmen genom en elektrisk krets.
- Förutsade 1902 ett jonosfäriskt skikt i atmosfären nästan samtidigt med Arthur Edwin Kennelly, men oberoende av honom. Skiktets existens kunde bevisas först 1924 av Edward Victor Appleton.
- Uppfann och patenterade koaxialkabeln år 1880 i England med patent nr. 1407.

### Termer inom elektromagnetism
Heaviside införde namnen på flera storheter inom magnetismen:
- Konduktans
- Permeabilitet
- Induktans
- Impedans
- Admittans
- Reluktans
- Permittans, vilket numera kallas susceptans